# Лучшая партия
«Лучшая партия» (исл. Besti flokkurinn) — исландская политическая партия, основанная Йоном Гнарром 16 ноября 2009 года. Партия участвовала в выборах в городской совет Рейкьявика в 2010 году и получила большинство (34,7 % голосов), победив Партию независимости, которая получила 33,6 % голосов. Была членом Пиратского интернационала. Не связана с Пиратской партией Исландии. 
Основателем и председателем партии был бывший мэр Рейкьявика Йон Гнарр. Партия была основана через несколько месяцев после парламентских выборов в Исландии в 2009 году и была тесно связана с национальной партией «Светлое будущее», которую возглавлял депутат и вице-президент «Лучшей партии» Хейда Кристин Хельгадоттир.
Йон Гнарр объявил, что партия должна быть распущена после того, как он ушёл с поста мэра в июне 2014 года. Многие из членов партии присоединились к «Светлому будущему», хотя сам Йон прекратил участие в политической жизни.
Первоначальный успех партии рассматривается как реакция против партий истеблишмента после финансового кризиса 2008—2011 годов в Исландии.

## История
«Лучшая партия» была основана в конце 2009 года исландским актёром, комиком и писателем Йоном Гнарром. Первоначально партия являлась сатирической — с самого начала она заявляла, что не выполнит ни одного из своих предвыборных обещаний. Она утверждала, что все другие партии тайно коррумпированы, сама при этом обещала быть открыто коррумпированной. Среди её первоначальных целей было высмеивание общих тем в исландской политике, отчасти путём имитации стандартных фраз, идиом и жаргона, используемых исландскими политиками.
Однако после своего успеха на выборах в Рейкьявике в 2010 году «Лучшая партия» стала более серьёзной. Она начал проявлять неподдельный интерес к управлению и заняла левую позицию по многим вопросам. Хотя Йон Гнарр считает себя анархистом, партия в целом считается левоцентристской.
С момента своего основания «Лучшая партия» превратилась в полноценную политическую партию со своей собственной независимой повесткой дня. Гимном партии стала песня The Best. Перед выборами 2010 года партия издала новую версию песни с новыми исландским текстом. Также был снят музыкальный клип с участием исландской актрисы Агусты Евы Эрлендсдоттир. 
В конце 2012 года партия вместе с независимым депутатом Гудмундуром Штайнгримссоном основала «Светлое будущее», чтобы участвовать в национальных парламентских выборах 2013 года. Йон Гнарр, тогдашний мэр Рейкьявика, и Оттарр Проппе, член городского совета Рейкьявика, были кандидатами от новой партии на этих выборах.

## Выборы 2010 года
Первой попыткой партии в политике было представить список кандидатов на местных выборах в Рейкьявике в 2010 году. Её платформа включала бесплатные полотенца во всех бассейнах города, белый медведь для городского зоопарка, «Диснейленд» в аэропорту Рейкьявика и «альтинг (национальный парламент Исландии) без наркотиков к 2020 году»: «Мы можем пообещать больше всех других партий, потому что мы нарушим каждое свое обещание». Партия получила 6 из 15 мест в городском совете Рейкьявика и управляла городом вместе с Социал-демократическим альянсом в качестве старшего партнёра по коалиции. От своих социал-демократических партнёров в муниципальном совете мэр Йон Гнарр требовал регулярно смотреть сериал «Прослушка».